# Morpho subfusca
Morpho subfusca är en fjärilsart som beskrevs av Krüger 1933. Morpho subfusca ingår i släktet Morpho och familjen praktfjärilar. Inga underarter finns listade i Catalogue of Life.